# 十津川観光開発
十津川観光開発株式会社（とつかわかんこうかいはつ）とは、奈良県十津川村のレクリエーション・リゾート開発事業を行っている第三セクターの企業である。

## 概要
十津川村が村おこし事業の一環として建設した「昴の郷」に、1989年（平成元年）に十津川村、奈良交通、十津川観光協会の出資によりオープンした「十津川温泉・ホテル昴」を経営している。
ホテル昴は十津川村では最大規模の宿泊施設で、レストランや日帰り温泉施設、温泉プール、野猿、野外劇場などもある。八木新宮特急バスも一部便を除きホテルに立ち寄っている。